# Ex-Hacienda el Hospital
Ex-Hacienda el Hospital är en ort i Mexiko.   Den ligger i kommunen Cuautla och delstaten Morelos, i den sydöstra delen av landet, 70 km söder om huvudstaden Mexico City. Ex-Hacienda el Hospital ligger 1 280 meter över havet och antalet invånare är 2 053.
Terrängen runt Ex-Hacienda el Hospital är platt åt nordost, men åt sydväst är den kuperad. Runt Ex-Hacienda el Hospital är det ganska tätbefolkat, med 222 invånare per kvadratkilometer. Närmaste större samhälle är Jiutepec, 19,8 km väster om Ex-Hacienda el Hospital. Omgivningarna runt Ex-Hacienda el Hospital är en mosaik av jordbruksmark och naturlig växtlighet.